# David Kilgore

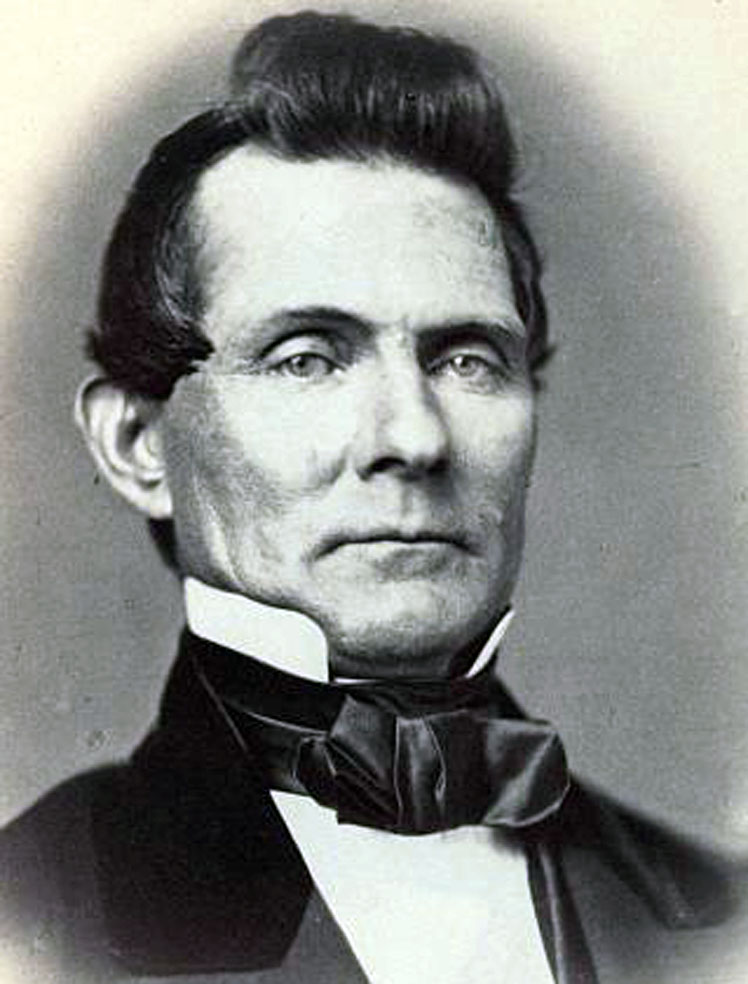
David Kilgore (1859)

David Kilgore (* 3. April 1804 im Harrison County, Kentucky; † 22. Januar 1879 bei Yorktown, Indiana) war ein US-amerikanischer Politiker. Zwischen 1857 und 1861 vertrat er den Bundesstaat Indiana im US-Repräsentantenhaus.

## Werdegang
Im Jahr 1819 kam David Kilgore mit seinem Vater in das Franklin County in Indiana, wo er die öffentlichen Schulen besuchte. Nach einem anschließenden Jurastudium und seiner 1830 erfolgten Zulassung als Rechtsanwalt begann er in Yorktown in diesem Beruf zu arbeiten. Gleichzeitig schlug er eine politische Laufbahn ein. Zwischen 1833 und 1839 war er mehrfach Abgeordneter im Repräsentantenhaus von Indiana, in das er im Jahr 1855 noch einmal gewählt wurde. In diesem Jahr fungierte er als Präsident dieser Kammer. Von 1839 bis 1846 war Kilgore Vorsitzender Richter am Bezirksgericht in Yorktown. 1850 nahm er als Delegierter an einer Versammlung zur Überarbeitung der Verfassung von Indiana teil. In den 1850er Jahren wurde er Mitglied der 1854 gegründeten Republikanischen Partei.
Bei den Kongresswahlen des Jahres 1856 wurde Kilgore im fünften Wahlbezirk von Indiana in das US-Repräsentantenhaus in Washington, D.C. gewählt, wo er am 4. März 1857 die Nachfolge von David P. Holloway antrat. Nach einer Wiederwahl konnte er bis zum 3. März 1861 zwei Legislaturperioden im Kongress absolvieren. Diese waren von den Ereignissen im unmittelbaren Vorfeld des Bürgerkrieges bestimmt. Im Jahr 1866 war er Delegierter zur National Union Convention in Philadelphia. David Kilgore starb am 22. Januar 1879 nahe Yorktown. In dieser Stadt wurde er auch beigesetzt.